# Graphania moderata
Graphania moderata är en fjärilsart som beskrevs av Walker 1865. Graphania moderata ingår i släktet Graphania och familjen nattflyn. Inga underarter finns listade i Catalogue of Life.